# Латвійська академія наук
Латві́йська акаде́мія наук (латис. Latvijas Zinātņu akadēmija, LZA) — академія наук в Латвії. Заснована 1946 року. Місцеперебування — Рига. Президент — Юріс Екманіс. Попередником академії вважається Курляндське товариство літератури і мистецтва (1815—1939).

## Назва
- Латві́йська акаде́мія наук (латис. Latvijas Zinātņu akadēmija, лат. Academia scientiarum Latviensis, англ. Latvian Academy of Sciences) — сучасна назва з 1990 року.
- Академія наук Латвійської РСР (латис. Latvijas PSR Zinātņu akadēmija, рос. Академия наук Латвийской ССР) — назва у 1946—1990 роках.
- Латвійська АН, або АН Латвії — скорочені назви.

## Склад і структура
До складу Академії наук входять такі відділи:
- фізико-технічний відділ
- відділ хімічних, біологічних та медичних наук
- відділ гуманітарних та соціальних наук
- відділ сільського господарства та лісу
- науково-дослідний центр
- комісія з термінології
- центр європейських програм
- державна рада з присудження звань «emeritus»
- зарубіжний відділ
- дирекція висоток

У складі Академії наук — 100 академіків (дійсних членів), 50 членів-кореспондентів і 100 зарубіжних кореспондентів.

## Президенти
- 1946–1951 — Леїньш Пауліс Янович
- 1951–1959 — Пейве Яніс Вольдемарович
- 1960–1970 — Плауде Карл Карлович
- 1970–1984 — Малмейстер Олександр Кристапович
- 1984–1989 — Пурін Бруно Андрійович
- 1989–1994 — Лієлпетеріс Яніс Янович
- 1994–1998 — Міллерс Таліс
- 1998–2004 — Страдіньш Яніс
- 2004–2012 — Екманіс Юріс
- 2012–2020 — Спарітіс Ояр
- 2020–202. — Калвіньш Іварс